# Leon Edwards
Pour les articles homonymes, voir Edwards.
Leon Edwards, né le 25 août 1991 à Kingston (Jamaïque), est un pratiquant anglo-jamaïcain d'arts martiaux mixtes (MMA). Il combat actuellement dans la catégorie des poids mi-moyens de l'Ultimate Fighting Championship (UFC) où il est actuellement 4ème au classement et dont il fut le champion de août 2022 à juillet 2024.

## Biographie

### Jeunesse et débuts en arts martiaux mixtes
Leon Aaron Edwards naît le 25 août 1991 à Kingston, la capitale de la Jamaïque. Là-bas, il vit avec ses parents et son frère dans une maison d'une pièce. En grandissant, il est entouré par la criminalité. Son père fut impliqué dans ce qu'il décrit comme des « activités douteuses ». À l'âge de neuf ans, Leon Edwards déménage dans le quartier d'Aston à Birmingham, en Angleterre. Quatre ans plus tard, son père est abattu dans une boîte de nuit à Londres. Il est ensuite impliqué dans des activités criminelles telles que le trafic de drogue, les combats de rue et la possession de couteaux avec son cercle social. À l'âge de 17 ans, Leon Edwards cesse ces activités illégales lorsque sa mère lui fait rejoindre un club d'arts martiaux mixtes (MMA).

### Carrière dans les arts martiaux mixtes

#### Débuts (2011-2014)
Le 5 juin 2011, il bat Damian Zlotnicki par KO technique. Le 19 novembre 2011, il bat Pawel Zwiefka par décision unanime.
Le 25 février 2012, il perd face à Delroy McDowell par disqualification à la suite d'un genou illégal.
Le 3 novembre 2012, il bat Craig White par décision technique. Le 1er décembre 2012, il bat Jonathan Bilton par KO technique.
Le 13 septembre 2013, il bat Adam Boussif par soumission. Le 14 décembre 2013, il bat Wendle Lewis par KO.
Le 5 mai 2014, il bat Wayne Murrie par soumission. Le 13 septembre 2014, il bat Shaun Taylor par KO.

#### Ultimate Fighting Championship(depuis 2014)

##### De 2014 à 2015: débuts mitigés
Le 8 novembre 2014, il perd face à Cláudio Silva par décision partagée. 
Le 11 avril 2015, il bat Seth Baczynski par KO. Sa prestation est désignée Performance de la soirée.
Le 18 juillet 2015, il bat Pawel Pawlak par décision unanime. 
Le 19 décembre 2015, il perd face à Kamaru Usman par décision unanime.

##### De 2016 à 2019: enchaînement de victoires
Le 8 mai 2016, il bat Dominic Waters par décision unanime. Le 8 octobre 2016, il bat Albert Tumenov par soumission.
Le 18 mars 2017, il bat Vicente Luque par décision unanime. Le 2 septembre 2017, il bat Bryan Barberena par décision unanime.
Le 17 mars 2018, il bat Peter Sobotta par KO technique. Le 23 juin 2018, il bat Donald Cerrone par décision unanime.
Le 16 mars 2019, il bat Gunnar Nelson par décision partagée. Le 20 juillet 2019, il bat Rafael dos Anjos par décision unanime.
Le 13 mars 2021, son combat contre Belal Muhammad se termine sans décision après que Leon Edwards a porté un coup accidentel à l'œil de Belal Muhammad. Le 12 juin 2021, lors de l'UFC 263, il bat Nate Diaz par décision unanime. 

##### Champion de la catégorie des poids mi-moyens (2022-2024)

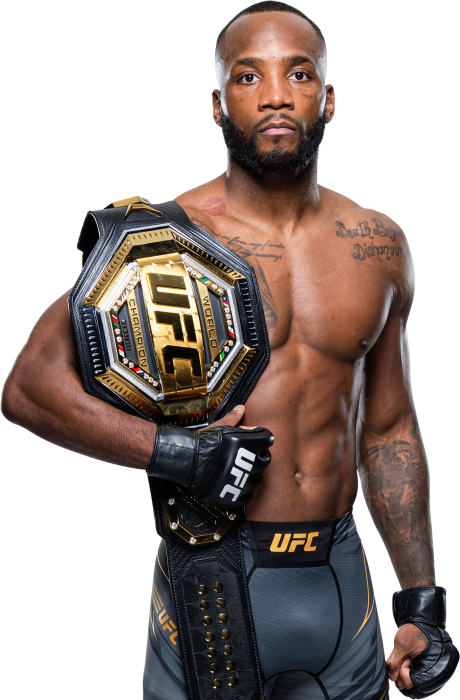
Leon Edwards posant avec la ceinture (2023).

Le 20 août 2022, il bat Kamaru Usman et remporte le titre de champion des poids mi-moyens. Sa prestation lors de cet évènement est désignée Performance de la soirée.
Le 18 mars 2023, lors de l'UFC 286, il conserve sa ceinture en rebattant Kamaru Usman par décision majoritaire.
Le 16 décembre 2023, lors de l'UFC 296, il conserve son titre en battant Colby Covington par décision unanime.
Le 28 juillet 2024, lors de l'UFC 304 se déroulant à Manchester, il est défait par Belal Muhammad au terme de cinq rounds, et concède ainsi son titre.

## Vie privée
Leon Edwards grandit à Aston, un quartier situé à Birmingham, en Angleterre. Cependant, il est originaire de Kingston, la capitale de la Jamaïque.
Il commence à s'entraîner aux arts martiaux mixtes (MMA) à l'âge de 17 ans.
Son surnom, Rocky, lui est donné par ses amis à l'école. Son frère Fabian est également un combattant d'arts martiaux mixtes pour l'organisation du Bellator MMA.

## Palmarès

### Distinctions
- Ultimate Fighting Championship
  - Performance de la soirée (× 2) : face à Seth Baczynski et Kamaru Usman[15],[29].

### Palmarès en arts martiaux mixtes
| 28 combats           | 22 victoires | 5 défaites |
| Par KO               | 7            | 0          |
| Par soumission       | 3            | 1          |
| Sur décision         | 12           | 3          |
| Par disqualification | 0            | 1          |
| Sans décision        | 1            | 1          |

| Résultat      | Record   | Adversaire       | Méthode                                 | Événement                               | Date              | Round | Temps | Lieu                     | Notes                                                                     |
| ------------- | -------- | ---------------- | --------------------------------------- | --------------------------------------- | ----------------- | ----- | ----- | ------------------------ | ------------------------------------------------------------------------- |
| Défaite       | 22-5 (1) | Sean Brady       | Soumission (étranglement en guillotine) | UFC Fight Night : Edwards vs Brady      | 22 mars 2025      | 4     | 1:39  | Londres, Angleterre      |                                                                           |
| Défaite       | 22-4 (1) | Belal Muhammad   | Décision unanime                        | UFC 304: Edwards vs. Muhammad II        | 28 juillet 2024   | 5     | 5:00  | Manchester, Angleterre   | Perd le titre des poids mi-moyens de l'UFC.                               |
| Victoire      | 22-3 (1) | Colby Covington  | Décision unanime                        | UFC 296: Edwards vs. Covington          | 16 décembre 2023  | 5     | 5:00  | Las Vegas, Nevada        | Défend le titre des poids mi-moyens de l'UFC.                             |
| Victoire      | 21-3 (1) | Kamaru Usman     | Décision majoritaire                    | UFC 286: Edwards vs. Usman III          | 18 mars 2023      | 5     | 5:00  | Londres, Angleterre      | Défend le titre des poids mi-moyens de l'UFC.                             |
| Victoire      | 20-3 (1) | Kamaru Usman     | KO (coup de pied à la tête)             | UFC 278: Usman vs. Edwards II           | 20 août 2022      | 5     | 4:04  | Salt Lake City, Utah     | Remporte le titre des poids mi-moyens de l'UFC. Performance de la soirée. |
| Victoire      | 19-3 (1) | Nate Diaz        | Décision unanime                        | UFC 263: Adesanya vs. Vettori II        | 12 juin 2021      | 5     | 5:00  | Glendale, Arizona        |                                                                           |
| Sans décision | 18-3 (1) | Belal Muhammad   | NC (coup dans l’œil accidentel)         | UFC Fight Night: Edwards vs. Muhammad   | 13 mars 2021      | 2     | 0:18  | Las Vegas, Nevada        |                                                                           |
| Victoire      | 18-3     | Rafael dos Anjos | Décision unanime                        | UFC on ESPN: dos Anjos vs. Edwards      | 20 juillet 2019   | 5     | 5:00  | San Antonio, Texas       |                                                                           |
| Victoire      | 17-3     | Gunnar Nelson    | Décision partagée                       | UFC Fight Night: Till vs. Masvidal      | 16 mars 2019      | 3     | 5:00  | Londres, Angleterre      |                                                                           |
| Victoire      | 16-3     | Donald Cerrone   | Décision unanime                        | UFC Fight Night: Cowboy vs. Edwards     | 23 juin 2018      | 5     | 5:00  | Kallang, Singapour       |                                                                           |
| Victoire      | 15-3     | Peter Sobotta    | TKO (coups de poing)                    | UFC Fight Night: Werdum vs. Volkov      | 17 mars 2018      | 3     | 4:59  | Londres, Angleterre      |                                                                           |
| Victoire      | 14-3     | Bryan Barberena  | Décision unanime                        | UFC Fight Night: Volkov vs. Struve      | 2 septembre 2017  | 3     | 5:00  | Rotterdam, Pays-Bas      |                                                                           |
| Victoire      | 13-3     | Vicente Luque    | Décision unanime                        | UFC Fight Night: Manuwa vs. Anderson    | 18 mars 2017      | 3     | 5:00  | Londres, Angleterre      |                                                                           |
| Victoire      | 12-3     | Albert Tumenov   | Soumission (étranglement arrière)       | UFC 204: Bisping vs. Henderson 2        | 8 octobre 2016    | 3     | 3:01  | Manchester, Angleterre   |                                                                           |
| Victoire      | 11-3     | Dominic Waters   | Décision unanime                        | UFC Fight Night: Overeem vs. Arlovski   | 8 mai 2016        | 3     | 5:00  | Rotterdam, Pays-Bas      |                                                                           |
| Défaite       | 10-3     | Kamaru Usman     | Décision unanime                        | UFC on Fox: dos Anjos vs. Cowboy 2      | 19 décembre 2015  | 3     | 5:00  | Orlando, Floride         |                                                                           |
| Victoire      | 10-2     | Pawel Pawlak     | Décision unanime                        | UFC Fight Night: Bisping vs. Leites     | 18 juillet 2015   | 3     | 5:00  | Glasgow, Écosse          |                                                                           |
| Victoire      | 9-2      | Seth Baczynski   | KO (coups de poing)                     | UFC Fight Night: Gonzaga vs. Cro Cop 2  | 11 avril 2015     | 1     | 0:08  | Cracovie, Pologne        | Performance de la soirée.                                                 |
| Défaite       | 8-2      | Cláudio Silva    | Décision partagée                       | UFC Fight Night: Shogun vs. Saint Preux | 8 novembre 2014   | 3     | 5:00  | Uberlândia, Brésil       |                                                                           |
| Victoire      | 8-1      | Shaun Taylor     | KO (coup de poing)                      | BAMMA 16: Daley vs. da Rocha            | 13 septembre 2014 | 3     | 3:30  | Manchester, Angleterre   |                                                                           |
| Victoire      | 7-1      | Wayne Murrie     | Soumission (étranglement arrière)       | BAMMA 15: Thompson vs. Selmani          | 5 mai 2014        | 3     | 3:13  | Hackney Wick, Angleterre |                                                                           |
| Victoire      | 6-1      | Wendle Lewis     | KO (coups de poing)                     | BAMMA 14: Daley vs. da Silva            | 14 décembre 2013  | 1     | 1:20  | Birmingham, Angleterre   |                                                                           |
| Victoire      | 5-1      | Adam Boussif     | Soumission (étranglement bras-tête)     | BAMMA 13: Jones vs. Nunes               | 13 septembre 2013 | 1     | 2:10  | Birmingham, Angleterre   |                                                                           |
| Victoire      | 4-1      | Jonathan Bilton  | TKO (coups de genoux)                   | BAMMA 11                                | 1er décembre 2012 | 2     | 1:11  | Birmingham, Angleterre   |                                                                           |
| Victoire      | 3-1      | Craig White      | Décision technique                      | SAH 14: Strength And Honour 14          | 3 novembre 2012   | 2     | 5:00  | Exeter, Angleterre       |                                                                           |
| Défaite       | 2-1      | Delroy McDowell  | DQ (genou illégal)                      | Fight UK MMA: Fight UK 6                | 25 février 2012   | 3     | 2:40  | Leicester, Angleterre    | Retour en poids mi-moyens.                                                |
| Victoire      | 2-0      | Pawel Zwiefka    | Décision unanime                        | Fight UK MMA: Fight UK 5                | 19 novembre 2011  | 3     | 5:00  | Leicester, Angleterre    | Début en poids moyens.                                                    |
| Victoire      | 1-0      | Damian Zlotnicki | TKO (coups de poing)                    | Fight UK MMA: Fight UK 4                | 5 juin 2011       | 1     | 2:15  | Leicester, Angleterre    | Début en poids mi-moyens.                                                 |